# Национальный музей современного искусства (Квачхон)
Национальный музей современного искусства (англ. National Museum of Modern and Contemporary Art, MMCA, кор. 국립현대미술관) — национальный музей Южной Кореи, расположенный в Квачхоне. Входит в сотню самых посещаемых художественных музеев мира.